# Afche
Afche es el nombre de un aborigen majo de la isla de Lanzarote −Canarias− protagonista de algunos hechos durante la conquista europea a principios del siglo xv.
Su ambición personal le hizo traicionar tanto a sus compatriotas como a los conquistadores europeos con quienes se había aliado.

## Antroponimia
El antropónimo aparece en las crónicas de la conquista conocidas como Le Canarien también con las formas Affche, Asche y Ache. Autores posteriores aportan además las grafías Achien, Atche y Atchi.
En cuanto a su significado, el historiador y filólogo Juan Álvarez Delgado propone su vinculación con la voz tuareg abuiiet que significa 'persona no amada por nadie', o bien con el vocablo bereber efsi que quiere decir 'mierda'. Por su parte, el también filólogo Ignacio Reyes propone como traducción 'caprichoso, mimado, fanfarrón' desde una forma primitiva a-fššeš.

## Biografía
En julio de 1402 llegan a Lanzarote los caballeros normandos Jean IV de Béthencourt y Gadifer de La Salle con intenciones de conquista. Aunque en un primer momento se pactan paces entre el rey majo Guadarfía y los normandos, en el mes de octubre se produce una razia entre la población aborigen por un grupo de castellanos aliados con Bertín de Berneval, gobernador del castillo que los normandos habían construido en la costa de Rubicón. Las paces se rompen, y en esos momentos de discordia Afche acude al castillo para hablar con Gadifer, prometiéndole que le entregaría a Guadarfía a cambio de hacerse rey de la isla.
Afche envía poco después a su sobrino Alfonso, quien había sido capturado años antes y posteriormente rescatado por Béthencorut para utilizarlo como intérprete, para decirle a Gadifer que el rey Guadarfía lo odiaba, que era el culpable de la muerte de algunos de sus hombres y que, bajo sus órdenes, ningún majo debía ayudar a los normandos. Así, si Gadifer quería, Afche podía buscar la manera para prender al rey y a todos sus súbditos que hubieran colaborado en la muerte de sus compañeros. Gadifer aceptó el trato.
Días después, Afche envío a decir a Gadifer que el rey se encontraba en una casa de una aldea cercana a Arrecife con cuarenta de sus hombres. Gadifer parte entonces junto a veinte compañeros llegando al lugar señalado al amanecer. A pesar de que los majos se hacen fuertes en la casa, finalmente los normandos apresan al rey tras un duro enfrentamiento, encadenándolo y encerrándolo en el castillo del Rubicón a donde acude Afche que es convertido en rey con la condición de que él y todos sus partidarios aceptaran ser bautizados.
A los pocos días Gadifer envía a varios hombres para que Afche les dé cebada, ya que los normandos se hallan con pocos suministros. Los conquistadores guardan la cebada en un viejo castillo que había sido construido por Lanceloto Malocello mucho tiempo atrás y envían a siete compañeros a buscar ayuda al Rubicón para portar la cebada. En el camino los interceptó Afche con veintidós de sus hombres. Él los acompañó fingiendo amistad hasta que los asaltaron y hirieron a algunos, llegando los normandos finalmente al castillo de Rubicón. Esa misma noche el rey Guadarfía se escapa de la cárcel, llevándose los hierros y las cadenas que lo ataban, y tras volver a su casa mandó prender a Afche, condenándolo a morir lapidado y luego que se quemara su cuerpo.
Para algunos autores como Sabin Berthelot, la rivalidad de Afche y Guadarfía son los últimos rastros de la disputa dinástica surgida entre los majos en el conocido como episodio de la princesa Ico.